# Errasti
Errasti es un despoblado que actualmente forma parte del concejo de Arroyabe, que está situado en el municipio de Arrazua-Ubarrundia, en la provincia de Álava, País Vasco (España).

## Toponimia
A lo largo de los siglos ha sido conocido también con el nombre de Mortorio.

## Historia
Documentado desde 1025 (Reja de San Millán), se desconoce cuándo se despobló.